# Refugi de Fontverd
Il refugi de Fontverd è un rifugio alpino che si trova nella parrocchia di Escaldes-Engordany a 1.875 m d'altezza.

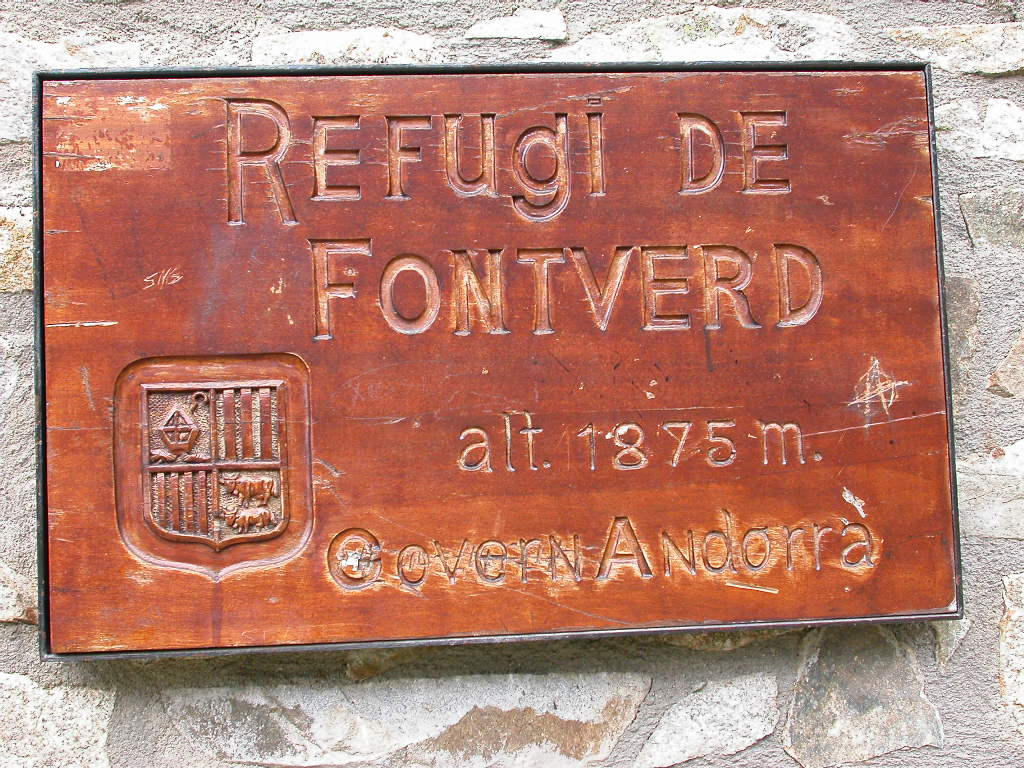
Placca all'esterno del rifugio.